# 沙塘镇 (柳州市)
沙塘镇，是中华人民共和国广西壮族自治区柳州市柳北区下辖的一个乡镇级行政单位。

## 行政区划
沙塘镇下辖以下地区：
沙塘街社区、新区社区、上垌村、杨柳村、郭村、垦村、沙塘村、江湾村、洛沙村、三合村、古灵村和龙卜村。